# Retablierung
Unter Retablierung werden in der Schweizer Armee folgende Tätigkeiten verstanden:

## Parkdienst (PD)
Der Parkdienst umfasst die Wartung der persönlichen Waffe, der Kollektivwaffen, der Munition, der Fahrzeuge und der Geräte.
Ebenfalls zum Parkdienst gehört die Pflege und Unterbringung der Armeetiere.

## Innerer Dienst (ID)
Der Innere Dienst umfasst die Wartung der persönlichen Ausrüstung und des persönlich abgegebenen Materials sowie die Körperpflege und die Reinigung der Unterkunft.
Jeder Angehörige der Armee ist für die Vollständigkeit, die Wartung und die Einsatzbereitschaft der persönlichen Ausrüstung und des ihm abgegebenen Materials verantwortlich.

## Durchführung
Die Retablierung wird durch den Einheitskommandanten geregelt. Parkdienst und Innerer Dienst werden in der Regel täglich nach Beendigung der Arbeit ausgeführt.  Die Durchführung soll durch das Kader kontrolliert werden.

## Österreich
In Österreich versteht man unter Retablierung eine Erholungsphase.